# 史蒂文·加德纳
史蒂文·加德纳（英語：Steven Gardiner，1995年9月12日—）是一名巴哈马田径短跑运动员，参加400米赛跑和200米赛跑项目。他在2017年世界田径锦标赛获得银牌，并于2019年世界田径锦标赛上成为400米世界冠军。2020年夏季奧林匹克運動會，他獲得男子400米金牌。